# Диселенид тантала
Диселенид тантала — бинарное неорганическое соединение
тантала и селена
с формулой TaSe2,
кристаллы.

## Получение
- Сплавление стехиометрических количеств чистых веществ:

{\displaystyle {\mathsf {Ta+2Se\ {\xrightarrow {1000^{o}C}}\ TaSe_{2}}}}

## Физические свойства
Диселенид тантала образует кристаллы нескольких модификаций :
- α-TaSe2, гексагональная сингония, параметры ячейки a = 0,3429 нм, c = 1,127 нм;
- β-TaSe2, тригональная сингония, параметры ячейки a = 0,3429 нм, c = 1,911 нм;
- γ-TaSe2, гексагональная сингония, пространственная группа P 6m2, параметры ячейки a = 0,343 нм, c = 2,44 нм;
- δ-TaSe2, тригональная сингония, параметры ячейки a = 0,346 нм, c = 3,79 нм;
- ε-TaSe2, гексагональная сингония, пространственная группа P 63/mmc, параметры ячейки a = 0,343 нм, c = 1,271 нм, Z = 2, структура типа диселенида ниобия NbSe2;
- ζ-TaSe2, гексагональная сингония, пространственная группа P 6m2, структура типа диселенида ниобия NbSe2;
- 1T-TaSe2, ромбическая сингония, пространственная группа F m3m, параметры ячейки a = 1,254 нм, b = 1,254 нм, c = 0,936 нм, α = 101,9°, β = 43,8°, γ = 120° [3].